# Александров Володимир Вікторович
Александров Володимир Вікторович (нар. 15 квітня 1944 року в м. Харків) — проректор з навчальної роботи (1999—2004), перший проректор Харківського національного університету ім. В. Н. Каразіна (2004), декан економічного факультету (1996—1999), кандидат економічних наук (1980), професор, Відмінник освіти України (2003), заслужений працівник освіти України (2004).

## Життєпис
Володимир Вікторович Александров народився 15 квітня 1944 року в м. Харків. У 1972 році закінчив економічний факультет Харківського державного університету ім. О. М. Горького за спеціальністю «Політична економія».

## Професійна діяльність
- 1971 — працював у Харківському університеті ім. О. М. Горького
- 1972–1980 — викладач Харківського університету ім. О. М. Горького
- 1980–1987 — старший викладач Харківського університету ім. О. М. Горького
- 1987–1988 — доцент кафедри політекономії
- 1988–1991 — заступник декана економічного факультету
- 1991–1996 — доцент кафедри економічної теорії та економічних методів управління економічного факультету
- 1996–1999 — декан економічного факультету
- 1999–2004 — проректор з навчальної роботи, перший заступник ректора.
- З 2004 року — перший проректор Харківського національного університету ім. В. Н. Каразіна.

## Звання та нагороди
- 18 травня 1995 — нагороджений Почесною грамотою Міністерства освіти і науки України: липень 2003 — нагороджений знаком «Відмінник освіти України»
- 14 травня 2004 — нагороджений Почесним званням «Заслужений працівник освіти України»
- 2014 — нагороджений почесною відзнакою «Слобожанська слава»[1]

## Наукова, педагогічна та навчально-методична робота
Під науковим керівництвом Володимира Вікторовича захистили кандидатські дисертації 7 аспірантів. Зараз він є керівником 8 аспірантів. Підготував та викладає такі курси:
- Економічна історія
- Основи ринкової економіки
- Мікроекономіка
- Макроекономіка.

Александров Володимир Вікторович, член Вченої ради університету Харківського національного університету імені В. Н. Каразіна, Вченої ради економічного факультету, учасник міжнародної програми «TASIS». Робить значний внесок у розвиток наукових досліджень в університеті в напрямку соціальної економіки.
Педагогом розроблено організаційно-управлінську структуру системи транскордонного співробітництва України та Росії на прикладі Єврорегіону «Слобожанщина». Проведено дослідження особливостей формування й державного регулювання соціально-орієнтованого ринкового господарства України в умовах глобалізації, розроблено методи та пропозиції з використання трудового потенціалу країни, важелі державного регулювання та підвищення ефективності фінансових потоків.

## Наукові публікації
- Функціонування економічної системи: монографія
- Економічна теорія: підручник
- Практикум з мікроекономіки (2001)
- Экономическое регулирование процессом воспроизводства основных производственных фондов (2002)
- Реструктуризация и использование производственного потенциала (2002)
- Финансово-кредитная система как фактор экономической безопасности транзитивного общества / В. В. Александров, Г. В. Задорожный, Е. Е. Юрченко ; Харьк. нац. ун-т им. В. Н. Каразина. Лаб. соц. экономики. — Харьков, 2002. — 235 c.